# アウグスト・ヴェンツィンガー
アウグスト・ヴェンツィンガー（August Wenzinger, 1905年11月14日 - 1996年12月25日）は、スイス出身のチェロとヴィオラ・ダ・ガンバの奏者、指揮者。

## 経歴
1905年、スイス・バーゼル生まれ。バーゼル音楽院でパウル・グリュンマーにチェロ、ケルン音楽院でフィリップ・ヤルナッハに音楽理論を学び、ベルリンでエマヌエル・フォイアマンの個人レッスンを受けた。
1929年から1934年まで、ブレーメンのオーケストラの首席チェロ奏者を務めた。1925年よりヴィオラ・ダ・ガンバの研究を始め、1930年にはグスタフ・シェックらと古楽器を復元して演奏する室内楽サークルを結成した。また、同じ目的で1933年に「カペル・カンマームジーク」という団体を立ち上げたが、政治的理由ですぐに解散している。1934年にはバーゼル・スコラ・カントルムにヴィオラ・ダ・ガンバの教授として参加した。1936年から1970年までバーゼル一般音楽協会に入会していた。
指揮者としては、長年バーゼル・スコラ・カントルムの合奏団を率いる一方で、1954年から1958年までカペラ・コロニエンシスの指揮者を務めたり、1958年から1966年までハノーファーで定期的にバロック・オペラの上演を行ったりした。
1996年、バーゼル近郊メッツァーレン＝マリーアシュタインにて死去した。

## 註
1. ↑  http://www.bach-cantatas.com/Bio/Wenzinger-August.htm